# New Safe Confinement

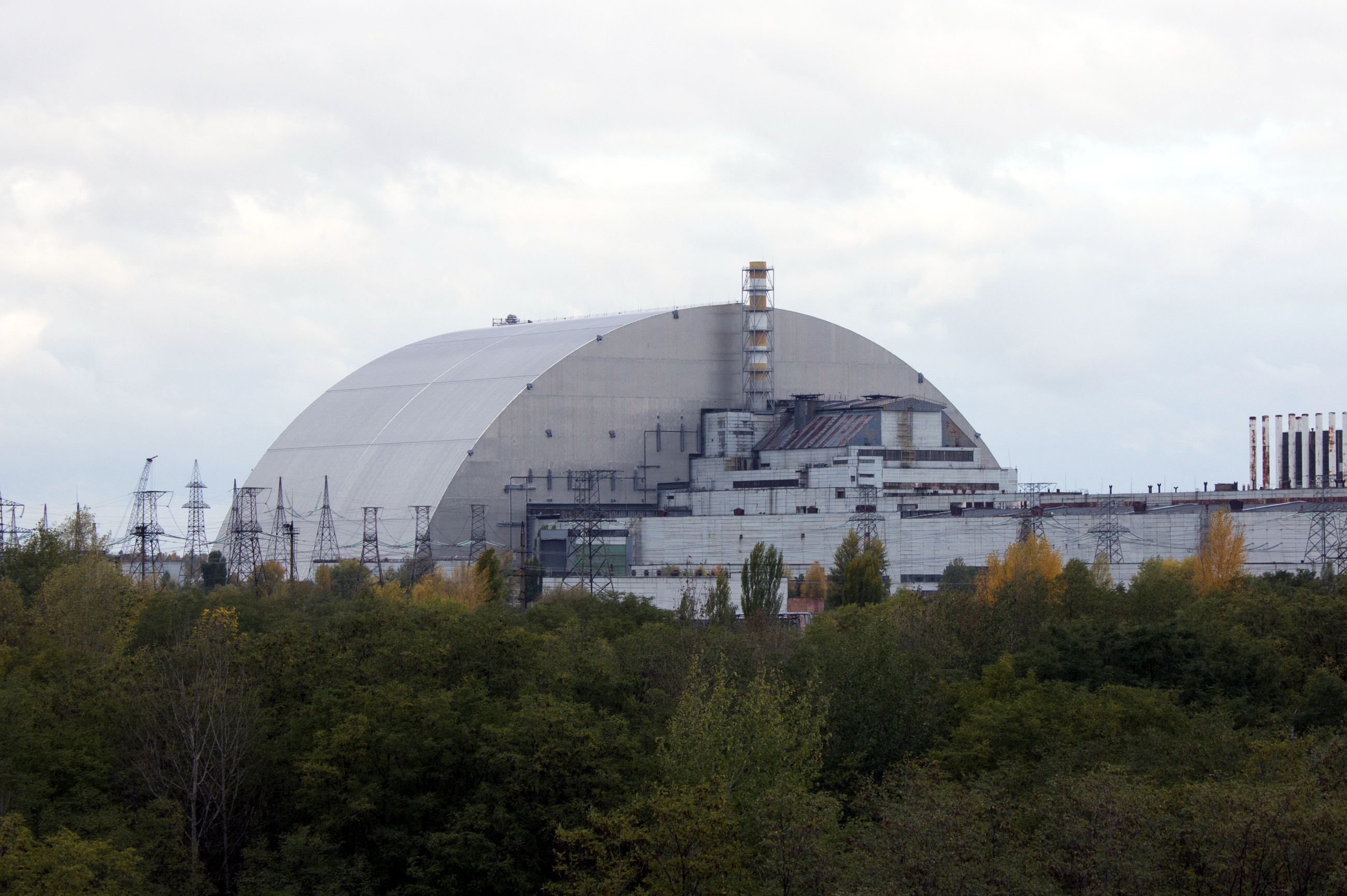
Die neue Schutzhülle in ihrer finalen Position über dem havarierten Reaktorblock im Oktober 2017

Als New Safe Confinement (sinngemäß „Neuer sicherer Einschluss“; NSC) wird die neue Schutzhülle über dem 1986 havarierten Block 4 des Kernkraftwerkes Tschernobyl und dessen erster Schutzhülle („Sarkophag“) von 1986 bezeichnet.
Die Schutzhülle ist eines von mehreren Bauprojekten auf dem Gelände um das ehemalige Kernkraftwerk, welche alle zum Ziel haben, unter sicheren Bedingungen radioaktive Brennstoffe zu entfernen, radioaktiven Abfall zu verarbeiten und die gesamte Anlage in ein für die Ökologie ungefährliches technisches System zu transformieren.

## Alte Schutzhülle
Nach der Nuklearkatastrophe von Tschernobyl im April 1986 baute man eilig über mehrere Monate eine provisorische Konstruktion um das Gebäude des havarierten Reaktorblocks, die als „Sarkophag“ bekannt wurde; sie sollte verhindern, dass weiterhin radioaktive Partikel unkontrolliert in die Atmosphäre gelangen.
Aufgrund der hohen Radioaktivität und des extremen Zeitdrucks, unter dem die Arbeit ausgeführt werden musste, war es nicht möglich, eine für lange Zeit haltbare Konstruktion zu errichten. Einerseits musste der zerstörte Reaktor möglichst schnell eingeschlossen werden, andererseits kam es darauf an, den Aufenthalt der Arbeiter im radioaktiv verseuchten Bereich zu begrenzen. Daher errichtete man eine Konstruktion, die so weit wie möglich aus vorgefertigten Stahlteilen bestand, die in größerer Entfernung vorbereitet und dann über dem Reaktor montiert wurden; anschließend goss man die vorbereiteten Stahlwände teilweise mit Beton aus, auch war es notwendig, möglichst schnell beschaffbare Materialien zu benutzen, etwa Pipeline-Röhren für die Dachkonstruktion. Notgedrungen mussten in die Konstruktion des Sarkophags jedoch auch stehengebliebene Teile des Reaktorgebäudes einbezogen werden, deren Stabilität nicht überprüft werden konnte. Ebenso wurden Betonfundamente für den Sarkophag auf den Trümmerschutt des zerstörten Reaktors gegossen, ohne dass man die Tragfähigkeit dieses Untergrunds ermitteln konnte. Erschwerend kam noch hinzu, dass der unmittelbar benachbarte, unbeschädigte Kraftwerksblock weiterbetrieben werden sollte, daher mussten die vorher verbundenen Räume und Anlagenteile beim Bau des Sarkophags getrennt werden.

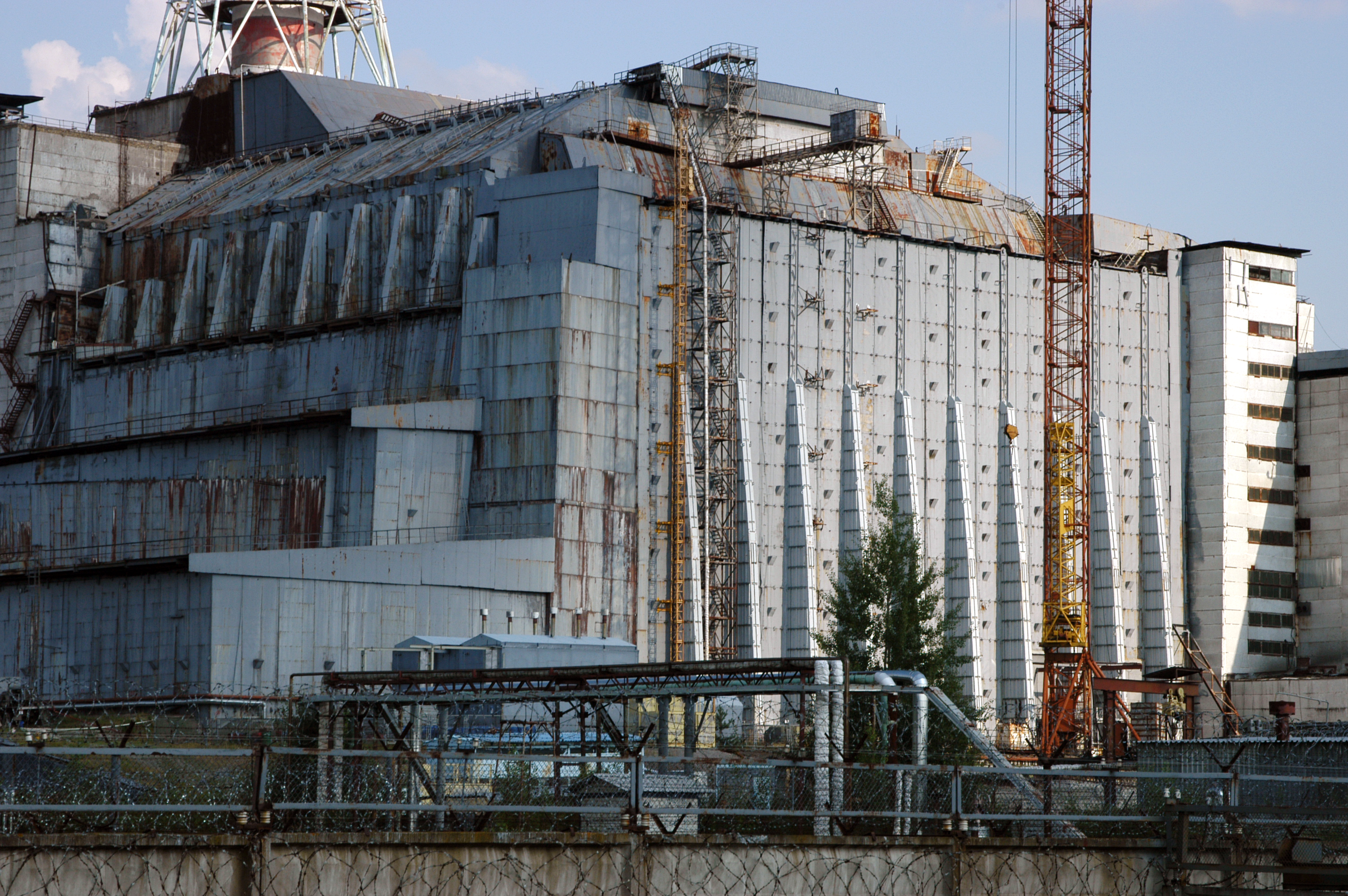
Der alte Sarkophag 2005

Im November 1986 stellte man den Sarkophag fertig, der aus 7000 Tonnen Stahl und 410.000 Kubikmetern Beton bestand. Im Laufe der Zeit wurde der Sarkophag undicht und Stahlträger rosteten. Ein Nachgeben konnte zum Einsturz der gesamten Konstruktion führen. Darüber hinaus existierten Löcher im Dach, durch die Wasser in das darunterliegende Gebäude eindrang. Dieses Wasser versickerte kontaminiert unter dem Reaktorblock im Boden.
Im Dezember 1988 gaben sowjetische Wissenschaftler bekannt, dass der Sarkophag eine vorgesehene Lebenszeit von lediglich 20 bis 30 Jahren habe. Daher begann man 1992 neue Lösungen zu entwickeln, um eine weitere Katastrophe zu verhindern. Die damaligen Untersuchungen führten zum Schluss, dass man einen neuen Sarkophag über dem alten errichten müsse. Dieses Vorhaben wurde in einem ukrainischen Gesetz geregelt und im Juni 1997 bei einem G7-Treffen als Teil des Shelter Implementation Plan (SIP) verabschiedet.

## New Safe Confinement

### Zielsetzung
Die neue Schutzhülle ist für eine Lebenszeit von 100 Jahren ausgelegt worden. Die fünf Hauptziele sind:
- Unter Normalbetrieb und bei Notfällen etwaige Strahlungsauswirkungen auf die Öffentlichkeit, das Personal und die Umwelt einzugrenzen,
- die Verbreitung von ionisierender Strahlung und radioaktiven Substanzen einzuschränken,
- einen kontrollierten Rückbau sämtlicher Strukturen innerhalb der Schutzhülle zu ermöglichen. Unter anderem sollen etwa 150 Tonnen teilweise geschmolzenen Kernbrennstoffs aus dem Inneren des alten Sarkophags geborgen werden.
- die Überwachung aller Zustandsparameter sowie
- einen physischen Schutz zu bieten, zum Beispiel unberechtigten Zutritt zu verhindern.

### Konzept
Die Schutzhülle sollte nach Fertigstellung eine Spannweite von 257 m, eine Länge von 162 m und eine Höhe von 108 m haben. Sie soll Temperaturen von −30 °C bis +50 °C, einem Erdbeben der Stärke 6 sowie einem Tornado der Stufe 3 standhalten können. 81.000 m³ Beton dienen als Fundament, während die Konstruktion mit 24.860 Tonnen geplant war. Kunststoffmembranen sollen für eine dichte Verbindung zwischen der neuen Schutzhülle und den bestehenden Baustrukturen sorgen. Zur Verminderung der Korrosion der Stahlkonstruktion soll die Luftfeuchtigkeit im Inneren der Doppelhülle kontrolliert und auf maximal 40 Prozent gehalten werden.

### Planung und Kosten
Das Gesamtkonzept für die neue Schutzhülle und zugehörige Projekte wurde im März 2004 in Slawutytsch zwischen ukrainischen Wissenschaftlern diskutiert. Am 5. Juli 2004 verabschiedete das Ministerkabinett der Ukraine den Entwurf als Anordnung №443-r. Die Gesamtkosten der Umsetzung des Shelter Implementation Plan (mit dem New Safe Confinement als prominentestem und sichtbarsten Teil dieses Plans) sollten laut Einschätzung der europäischen Bank für Wiederaufbau und Entwicklung (EBWE) mehr als 2 Milliarden Euro betragen, die von mehr als 40 Ländern aufgewendet werden.
Am 10. August 2007 wurde nach einer zweiphasigen internationalen Ausschreibung das Konsortium Novarka unter Federführung der französischen Bauunternehmen VINCI Construction Grands Projets und Bouygues Travaux Publics beauftragt.
Die EBWE richtete ebenfalls 1997 den Chernobyl Shelter Fund ein, um die Ukraine bei der Umsetzung des SIP zu unterstützen. Beitragszahler sind neben der Europäischen Union 45 weitere Länder.
Die Betriebskosten der Schutzhülle sollen jährlich etwa 8 Mio. Euro betragen.
Die aktuellen (Stand März 2024) Kosten für den Bau der Schutzhülle betrugen ca. 1,4 Milliarden Euro, wobei die gesamten Projektaufwendungen mit ca. 2,15 Milliarden Euro beziffert werden. 325 Millionen Euro davon wurden von der EBWE finanziert.

### Bauphase

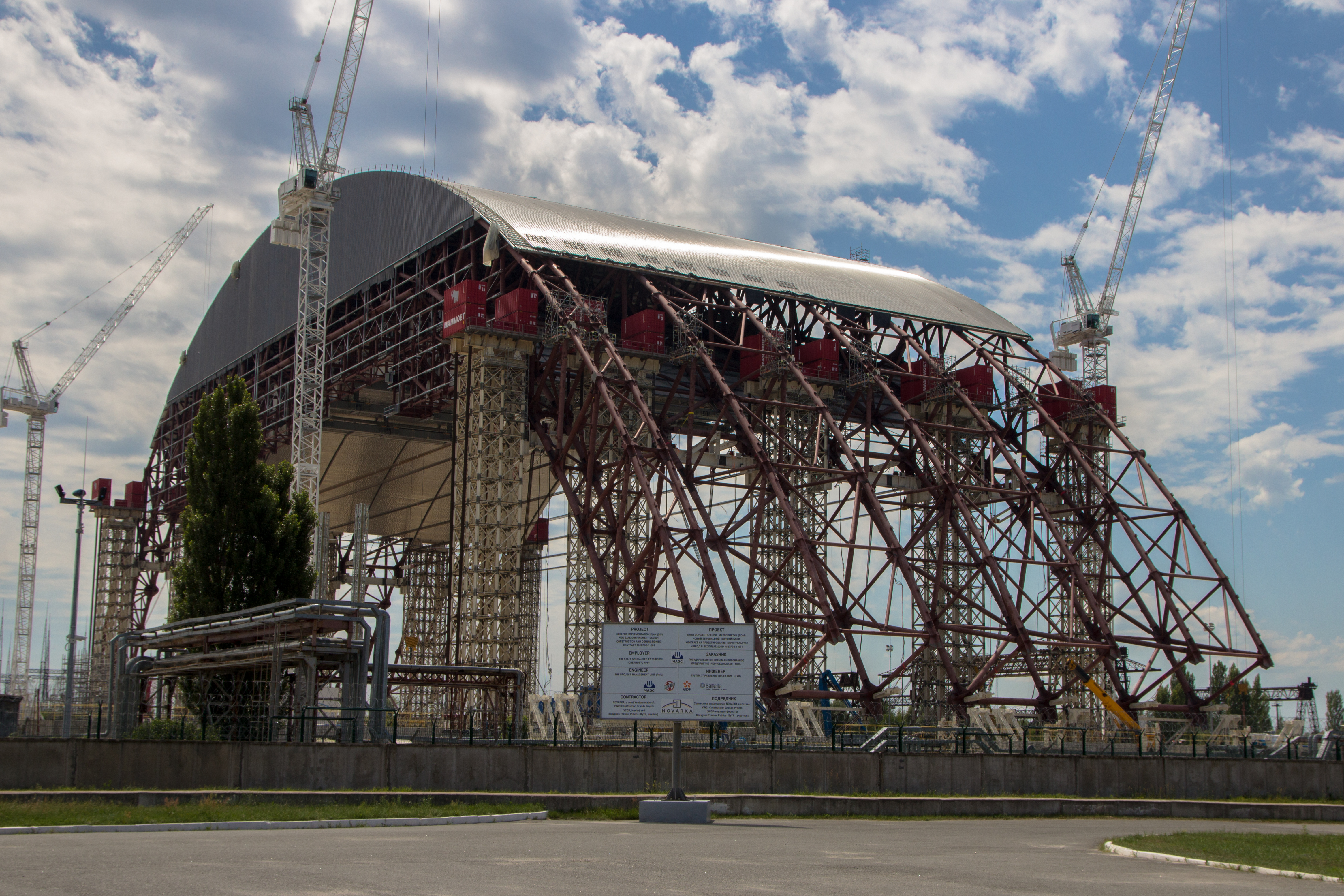
Die Schutzhülle im Bau, 2013

Der Bau der neuen Schutzhülle begann Ende 2010. Vorher waren verschiedene Vorarbeiten notwendig: Der alte Sarkophag wurde mit einer Lüftungsanlage ausgestattet und 2008 wurde eine Stahlkonstruktion an der Westseite des alten Sarkophags errichtet, die 80 Prozent des Dachgewichts trägt.
Im Oktober 2014 wurden alle Hubarbeiten abgeschlossen. Die Stahlstrukturen wurden in Italien von Cimolai mit Stahl von Salzgitter und Rohren von Mannesmann Fuchs Rohr gefertigt. Anfang Oktober 2015 gab Novarka bekannt, dass über 20 Millionen Personenstunden für das Projekt aufgewendet worden seien. Arbeiter aus 27 Nationen seien bislang am Bau beteiligt gewesen.
Ab dem 14. November 2016 wurde die neue Schutzhülle mit einer Durchschnittsgeschwindigkeit von 10 Metern pro Stunde in Richtung des alten Sarkophags bewegt. Damit galt die neue Schutzhülle als größtes mobiles Bauwerk der Welt. Nach dem planmäßigen Erreichen der finalen Position wurde die neue Schutzhülle am 29. November 2016 eingeweiht.
Die Kunststoffmembranen wurden installiert und einige Klappen, die auf der Rückseite der Schutzhülle angebracht waren, wurden geschlossen. 
Am 25. April 2019 vermeldete die Europäische Bank für Wiederaufbau und Entwicklung (EBWE) den Abschluss eines 72-Stunden-Testbetriebs der Schutzhülle. Die offizielle Inbetriebnahme im Beisein des ukrainischen Präsidenten Wolodymyr Selenskyj erfolgte am 10. Juli 2019.

### Ukraine-Krieg seit 2022

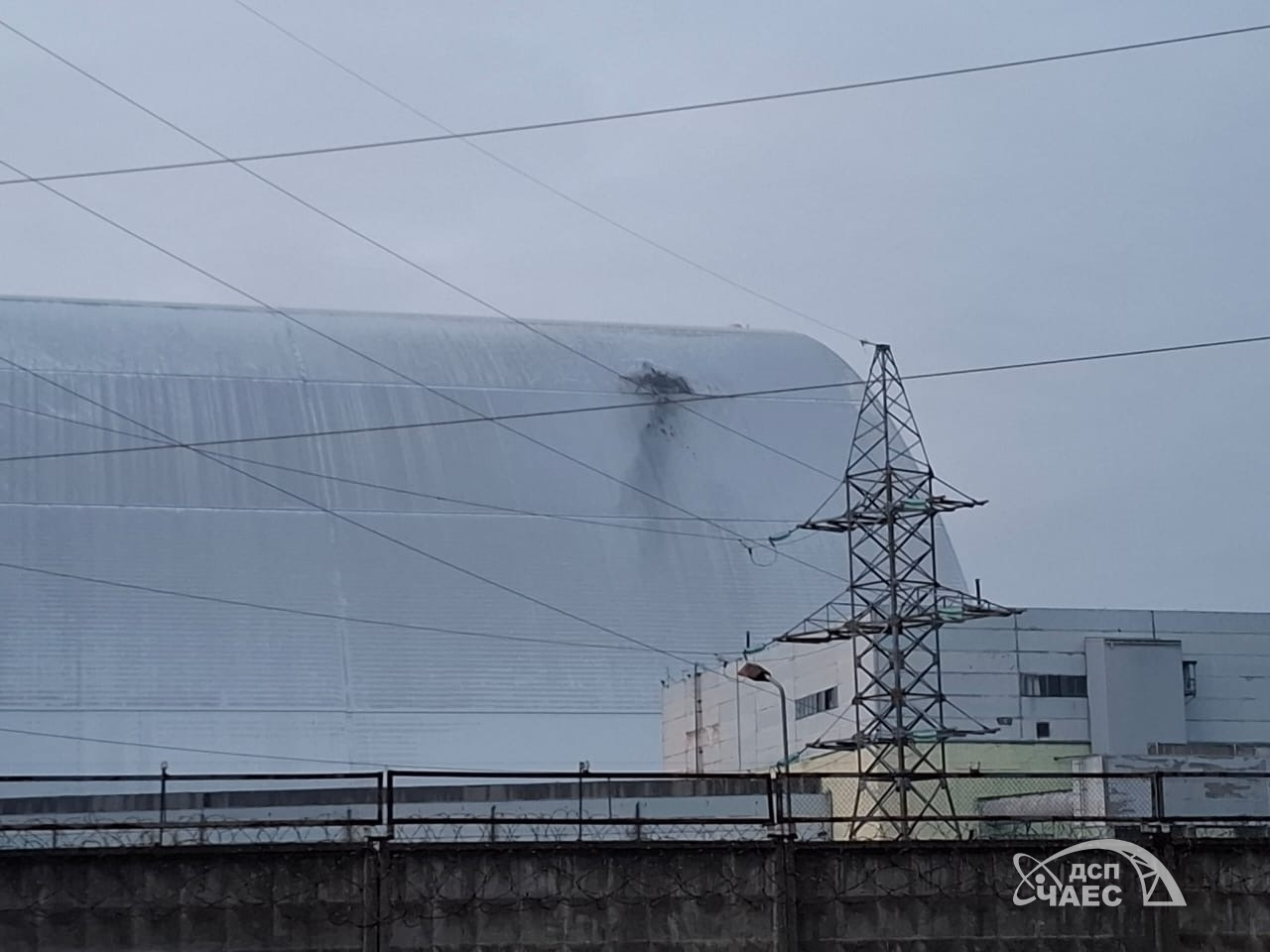
Beschädigte Schutzhülle am 14. Februar 2025

An der Schützhülle kam es am 14. Februar 2025 in Folge des russischen Einmarsches in die Ukraine nach Angaben der IAEA zu einer Explosion. Die Ursache dafür war nach Angaben des ukrainischen Präsidenten Wolodymyr Selenskyj ein russischer Drohnenangriff. Die Drohne habe die Ummantelung des zerstörten Kraftwerksblocks getroffen und ein Feuer verursacht. Dieses konnte gelöscht werden. Auf Fotos der betroffenen Stelle ist ein Loch in der Schutzhülle zu sehen. Der Sarkophag sei lt. Selenskyj bei dem Einschlag erheblich beschädigt worden. Die Strahlenbelastung habe Stand Freitagmorgen, den 14. Februar 2025 jedoch nicht zugenommen.
Die Folgen der Beschädigung reichen weit über die sichtbaren Schäden hinaus. Bei der 2019 für über 2 Mrd. Euro fertiggestellten Schutzhülle wurde von der Drohne sowohl die äußere als auch die innere Wand der Schutzhülle durchschlagen als auch eine Kunststoffmembran in Brand gesetzt, die sich an der äußeren Hülle zwischen Schichten anderen Materials befand. Um den Schwelbrand zu löschen, mussten Löcher in die äußere Hülle geschnitten werden. Eine vollständige Reparatur wäre zwar wahrscheinlich möglich, sagte der Betriebsleiter Artem Siryj, doch die finanziellen Mittel dafür dürften kaum aufzubringen sein. Zwischen beiden Hüllen herrschte ursprünglich ein Überdruck. der verhinderte, dass hochradioaktive Partikel die Außenwand der Schutzhülle erreichen konnten. Spezialisten halten es jedoch für möglich wenigstens die innere Schutzhülle wieder abzudichten. Möglicherweise kann damit noch 2025 begonnen werden. Der Einschlag einer Kampfdrohne war bei der Konstruktion nicht berücksichtigt worden, da damit niemand gerechnet hatte. Die Investition in Milliardenhöhe für die Schutzhülle wurde dadurch teilweise zunichtegemacht. Der innere Sarkophag von 1986 ist inzwischen zunehmend baufällig. Ein teilweiser Einsturz könnte unkontrolliert eine hochradioaktive Staubwolke freisetzen.

### Kritik
Sebastian Pflugbeil von der Gesellschaft für Strahlenschutz stellt die Erforderlichkeit der neuen Schutzhülle in Frage. Es seien bei der Katastrophe nicht wie offiziell behauptet rund 10 % des Kernbrennstoffes freigesetzt worden und rund 90 % in der Reaktorruine verblieben, sondern vielmehr etwa 90 % des Kernbrennstoffes freigesetzt worden. In der Ruine befänden sich somit höchstens 20 Tonnen statt der offiziell angegebenen 150–200 Tonnen, die Strahlung sei daher moderat. Pflugbeil bezieht sich hierbei auf seine eigene Begutachtung sowie jene des russischen Physikers Konstantin Tschetscherow, der das Innere des zerstörten Reaktors in 20 Jahren rund 1000 Mal inspiziert hat. Man hat keine heißen Zonen im Reaktor gefunden, so Tschetscherow, die Durchschnittstemperatur liegt bei rund 24 Grad Celsius. „Hätte sich die Explosion im Reaktor ereignet, dann würden wir darin nicht komplett erhaltene Installationen und sogar Farbreste finden.“ Pflugbeil hält den neuen Sarkophag für eine „reine Geldmaschine“, das Geld sei besser investiert in medizinische und soziale Fälle vor Ort.

## Weitere Bauprojekte
Neben der Schutzhülle wurden bzw. werden weitere Gebäude und Einrichtungen gebaut, die nach der Fertigstellung des NSC-Projekts die Demontage des Kernkraftwerkes ermöglichen sollen.